# ダレン・ヒューストン

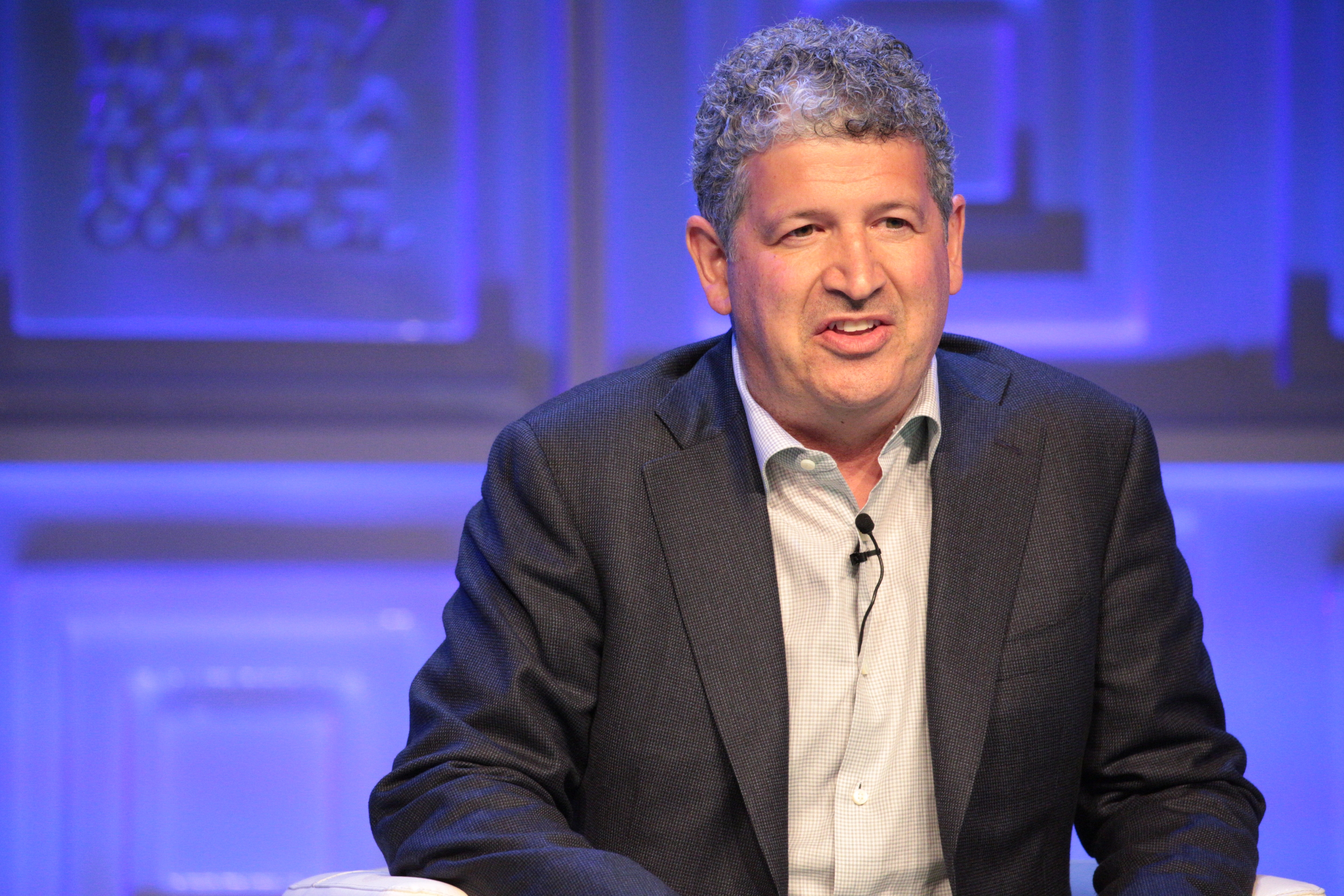
2015年、世界旅行ツーリズム協議会（WTTC）グローバルサミットにて

ダレン・ヒューストン（Darren Huston、1966年1月3日 - ）は、カナダ・ブリティッシュコロンビア州出身の実業家。マイクロソフト日本法人の前代表執行役社長、ブッキングドットコム・プライスライングループの前CEO。
カナダ・トレント大学経済学部卒業。ブリティッシュコロンビア大学で経済学修士、ハーバード大学で経営学修士（MBA）を取得。
マッキンゼー・アンド・カンパニーおよびスターバックス・コーヒーを経て2003年にマイクロソフトに入社する。
2005年7月1日から2008年3月31日までマイクロソフト日本法人社長。退任後は米国本社においてコーポレートバイスプレジデント コンシューマー＆オンライン インターナショナルグループ担当に就任。PLAN-Jという事業方針を掲げ日本での事業を行っていた。
2011年、アムステルダムに転居し、オランダのオンライン旅行会社であるブッキングドットコムのCEOに就任、同社の国際的な業績拡大に成功、続いて2014年に、同社の所属する旅行会社グループにあたる、プライスライングループのCEOに就任、主に同グループの国際事業を担当した。2016年4月、ブッキングドットコム・プライスライングループ両社のCEO職を辞任した。